# 88

88(팔십팔)은 87보다 크고 89보다 작은 자연수다.

## 수학
- 합성수로, 그 약수는 1, 2, 4, 8, 11, 22, 44, 88이다. 진약수의 합은 92이므로, 88은 과잉수다.
- 회문수다.
- 4번째 불가촉수(진약수의 합이 될 수 없는 자연수)다. 앞의 불가촉수는 52, 다음은 96이다.
- 4번째 십육각수다. 앞의 십육각수는 45, 다음은 145다.
- {\displaystyle 88=15+28+45}
  - 연속하는 세 육각수의 합으로 나타낼 수 있는 수다. 이 성질을 지닌 앞의 수는 49, 다음 수는 139다.
- {\displaystyle 88=17+19+23+29}
  - 연속하는 네 소수(素數)의 합으로 나타낼 수 있는 수다. 이 성질을 지닌 앞의 수는 72, 다음 수는 102이다.

## 과학
- 라듐(Ra)의 원자번호.
- 별자리는 총 88개다.
- 수성의 공전 주기는 88일이다.
- NGC 88: 봉황자리 방향에 있는 막대나선은하.

## 교통
- 고속도로
  - 88올림픽고속도로: 광주광역시에서 대구광역시로 이어지는 광주대구고속도로의 옛 이름. 1988년 하계 올림픽 유치 기념으로 붙여진 이름으로, 줄여서 ‘88고속도로’라고도 불렸다.
  - 주간고속도로 제88호선: 미국의 고속도로. 같은 번호의 노선 두 개가 있으나, 서로 관련이 없다.
  - 유럽 고속도로 88호선
- 국도 제88호선
  - 대한민국 88번 국도: 경상북도 영양군 일월면에서 울진군 평해읍까지 이어지는 대한민국의 국도로, 국도 노선 중 마지막 번호로 기록되어 있다. 이전에는 95, 99번 국도가 있으나 이들이 113X번대의 지방도로 강등되었다.

## 군사
- U-88: 독일의 군용 잠수함. 제1차 세계 대전에 사용된 1916년제 모델(영어판)과 제2차 세계 대전에 사용된 1941년제 모델(영어판)이 있다.

## 문화유산
- 대한민국의 국보 제88호: 금관총 금제 허리띠
- 대한민국의 보물 제88호: 탑산사명 동종
- 대한민국의 사적 제88호: 경주 성동동 전랑지

## 방송
- 스카이라이프의 SBS 라이프 채널 번호.
- 지니 TV의 원스 채널 번호.
- U+ TV의 JTBC4 채널 번호.
- LG헬로비전의 라이프타임 채널 번호.
- B tv 케이블의 아이넷TV 채널 번호.

## 스포츠
- 88올림픽: 1988년에 대한민국의 서울에서 개최된 하계 올림픽의 별칭.

## 기타
- 날짜: 8월 8일
- 연도: 88년, 기원전 88년
- 88: KT&G에서 생산했던 담배.
- 88세를 미수(米壽)라 칭한다. 이는 米를 풀면 八十八(88)이 되는 데서 유래하였다.
- 피아노에는 총 88개의 건반(흰 건반 52개, 검은 건반 36개)이 있다.
- 대한민국에 자생하는 88과 187속 1216종의 나무.
- 신나치주의 세력은 88이라는 은어를 사용한다. 이는 “하일 히틀러(Heil Hitler)”에 들어가는 H가 알파벳 8번째 글자이기 때문이다.